# Walkabout (film)
Walkabout is een Brits-Australische dramafilm uit 1971 onder regie van Nicolas Roeg.

## Verhaal
Na de zelfmoord van hun vader blijven twee jonge kinderen alleen achter in de wildernis van Australië. Ze zijn er geheel afhankelijk van een inheemse man om te overleven. Gaandeweg ontwikkelt hun tocht zich tot een initiatie.

## Rolverdeling
| Acteur            | Personage                  |
| ----------------- | -------------------------- |
| Jenny Agutter     | Meisje                     |
| Luc Roeg          | Blanke jongen              |
| David Gulpilil    | Zwarte jongen              |
| John Meillon      | Man                        |
| Robert McDarra    | Man                        |
| Peter Carver      | No Hoper                   |
| John Illingsworth | Jongeman                   |
| Hilary Bamberger  | Vrouw                      |
| Barry Donnelly    | Australische wetenschapper |
| Noeline Brown     | Duitse wetenschapper       |
| Carlo Manchini    | Italiaanse wetenschapper   |